# Thubten Nyima Lungtok Tenzin Norbu
Thubten Nyima Lungtok Tenzin Norbu (tibétain : ཐུབ་བསྟན་ཉི་མ་ལུང་རྟོགས་བསྟན་འཛིན་ནོར་བུ, Wylie : thub bstan nyi ma lung rtogs bstan 'dzin nor bu) né le 7 juin 1927 au Matho Gompa au Ladakh,, aussi appelé Rizong Rinpoché, est le 102e Ganden Tripa mort le 8 décembre 2022 au monastère de Drépung. Rizong Rinpoché est lié au monastère de Rizong au Ladakh, et fit sa première apparition publique quand le dalaï-lama offrit des prières pour quatre Tibétains exécutés à Lhassa, et pour d’autres personnes tuées dans le monde,.

## Biographie

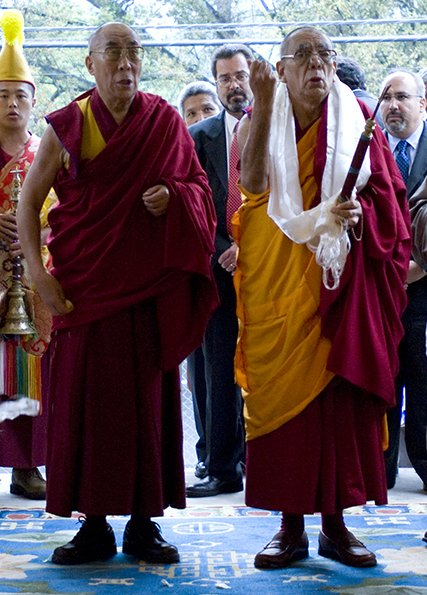
Rizong Rinpoché avec le 14e dalaï-lama en 2007

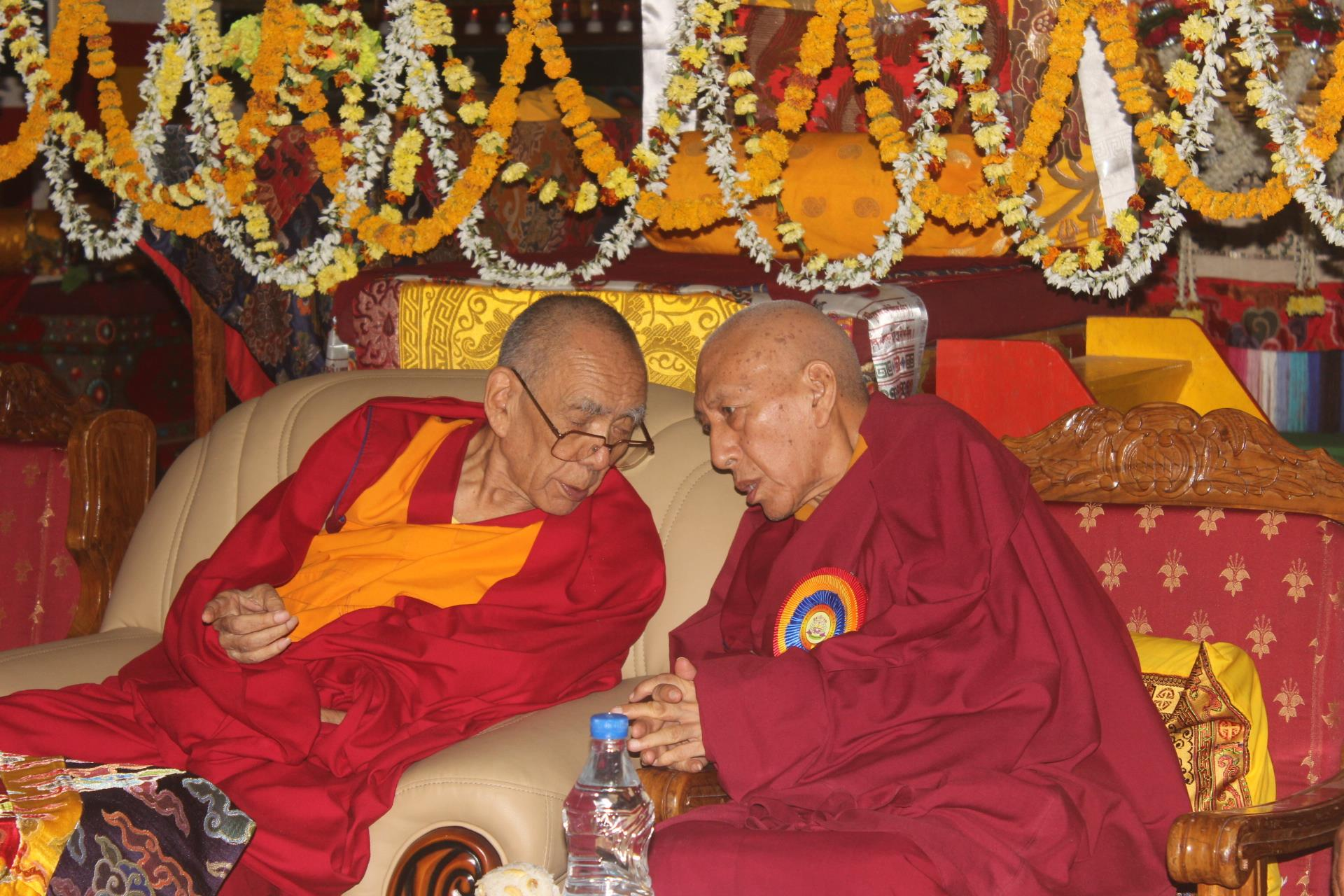
Rizong Rinpoché avec Samdhong Rinpoché en 2015

Rizong Rinpoché est né au Ladakh en Inde en 1927 dans une famille aristocratique. Son père, Tashi Phuntsok Namgyal, est un prince du Ladakh, sa mère est morte à sa naissance. En 1931, il est reconnu comme le tulkou de Sras Rinpoché du monastère de Rizong au Ladakh par le 13e dalaï-lama.
À l'âge de quatre ans, il commence sa formation monastique et est ordonné moine novice à 12 ans par son oncle le 19e Bakula Rinpoché.
Rizong Rinpoché rejoint le monastère de Drepung Loseling à Lhassa en 1948 et y poursuit sa formation jusqu'en 1959. Il rejoint alors le 14e dalaï-lama et la communauté tibétaine en exil en Inde.
En 1984, le 14e dalaï-lama nomme Rizong Rinpoché abbé de Drepung Loseling en Inde, puis Rizong Rinpoché assure la fonction de ganden choje du monastère tantrique de Gyumed.
En juin 1990, Rizong Rinpoché visite pour la première fois l'Occident, pour consacrer le site de la fondation d'une banche du monastère de Drepung Loseling à Atlanta en Géorgie aux États-Unis,.  
En 2009, Rizong Rinpoché est nommé 102e ganden tripa, chef spirituel de la lignée gelugpa, et exerce un mandat complet traditionnel de sept ans avant de prendre sa retraite en 2016.
Mort le 8 décembre 2022 au monastère de Drépung, Rizong Rinpoché aurait atteint l'état méditatif de thukdam. 
Le 14e dalaï-lama a offert des prières et condoléances pour Rizong Rinpoché qui fut un de ses tuteurs.